# Адольф III (граф Марку)
Адольф III (фр. Adolphe III de La Marck, нім. Adolf III. von der Mark; бл. 1334 — 7 вересня 1394) — 9-й граф Марку в 1391—1393 роках, 15-й граф Клевський в 1368—1394 роках (як Адольф I), 35-й єпископ Мюнстера в 1357—1363 роках (як Адольф I), 43-й архієпископ Кельна-курфюрст і 15-й герцог Вестфалії в 1363—1364 роках (як Адольф II).

## Життєпис
Походив з династії де Ла Марк-Альтена. Другий син графа Адольфа II, графа Марку та Маргарити Клевської. Народився близько 1334 року. Замолоду призначений для церковної кар'ри. Виховувався при дворі свого стрийка Енгельберта, єпископа Льєжа.
Вже 1348 року став каноніком Кельнського собору. 1351 року призначається каноніком собору в Льєжі. У 1353—1357 роках вивчав канонічне право в університеті Монпельє. 8 березня 1353 року отримав від стрийка Енгельберта соборну пребенду Мюнстера, яку він тримав до 1364 року.
1357 року папа римський Інокентій VI призначив Адольфа єпископом Мюнстера. 1363 року змінив кафедру, ставши архієпископом Кельна як Адольф II. Стикнувся з протистоянням кельнського капітулу на чолі із Йоганном фон Фірнебургом. 1362 року уклав договір зі своїм старшим братом Енгельбертом III, графом Марку, щодо свого спадкування графства Клеве. Вже в 1364 році Адольф II передав Кельнську архієпархію своєму стрийкові Енгельберту, та зовсім полишив духовний сан, оскільки планував успадкувати графство Клевське від вуйка Йоганна I. Разом з тим отримав компенсацію від Енгельберта III, нового архієпископа Кельнського, — панство Райнберг з митницею, округи Кемпен і Едт, які межували з Клеве, округ Вальденбург-Шнелленберг, посаду маршала Вестфалії та 5 тис. золотих гульденів.  Навіть у папській курії в Авіньйоні, яку Адольф завжди підтримував, ця поведінка вважалася скандальною.
1368 року після смерті вуйка став графом Клеве як Адольф I, перемігши суперників графа Дітриха Горна та Оттона, графа Аркеля. Від першого зумів відкупитися за 37 тис. золотих гульденів. Разом з тим передав старшому братові Енгельберту III частину графства Клеве на правому березі Рейну з містами Везель і Дуйсбург. У 1369 році пошлюбив представницю династії Генгебах, що правили в графстві Юліх, отримавши посаг в 20 тис. золотих гульденів.
1371 року втрутився у війну за Гельдернську спадщину на боці Мехтільди, доньки померлого Рено III, герцога Гелдерн, проти її сестри Марії. Втім дії Адольфа I були невдалими. Але зміг купити місто Еммеріх за 38 тис. золотих гульденів. Вже до 1379 року припинув втручання в справи Гельдерну. 1378 року вступив у конфлікт з Фрідріхом III фон Саарверденом, арзієпископом Кельна, за право володіти містом Лінн.
У 1381 році разом із 35 лицарями заснував Товариство блазнів, яке дослідники розглядали як перше карнавальне товариство. Тут обирали свого «короля» та 6 радників, які очолювали полк дурня (блазня) під час карнавалу протягом 7 днів. Члени Товариства повинні були носити знак із зображенням дурня протягом року. Кожен, хто не робив цього, повинен був заплатити штраф, який було пожертвувано нужденним. Карнавальне товариство гільдії Дурнів Кельнських у своїх традиціях досі покладається на графа Адольфа.
1391 року через місто Лінн почав новий конфлікт з Фрідріхом III фон Саарверденом. Невдовзі Адольфа було схоплено загоном в місті Рес під час його любовного побачення з абатисою із Марієнбаума. Але невдовзі було звільнено, коли Рес взяли в облогу його брати Енгельберт III, граф Марку, і Дітрих I, граф Марк-Дінслаген-Дуйсбург. Того ж року після смерті Енгельберта III успадкував графство Марк. 1392 року нарешті досяг мирної угоди з Кельнським курфюрстом, за якою поступився містом Лінн в обмін на місто Рес, а місто Ксантен опинилося у спільному володінні. 1393 року передав графство Марк синові Дітриху II. Помер Адольф III 1394 року. Поховано у колегіальній церкві Клеве.

## Родина
Дружина — Маргарита, донька Герхарда VI Генгебаха, графа Юліського
Діти:
- Мінта (1369)
- Йоганна (1370—після 1415), абатиса в Герде (біля Дотмунду)
- Генріх (1371)
- Адольф (1373—1448), 1-й герцог Клевський
- Дітрих (1374—1398), граф Марк
- Маргарита (1375—1411), дружина Альбрехта I Віттельсбаха, графа Голландського, Зеландського і Еноського
- Вальтер (помер дитиною)
- Йоганн (помер дитиною)
- Єлизавета (1378—1439), дружина 1) Райнольд фон Фалькенбурга; 2) Стефана III Віттельсбаха, герцога Баварського
- Вільгельм (помер дитиною)
- Ірмгард
- доньки-близнючки
- Герхард (1387—1461), граф у Марці
- Енгельберта (д/н—1458), дружина Фрідріха IV фон Мерса, графа Саарвердену
- Катерина (бл. 1395—1459)